# Cobbler (montagna)
Cobbler (in gaelico scozzese: Beinn Artair) è una collina, alta 884 metri, situata vicino alla testa del Loch Long in Scozia. Sebbene sia solo un "corbett", è "una delle vette più impressionanti delle Highlands meridionali", ed è anche il sito più importante per l'arrampicata su roccia nelle Highlands meridionali. In molte mappe viene citata Ben Arthur (un'anglicizzazione dal gaelico), ma il nome Cobbler è più ampiamente usato.

## Alpi Arrochar
La montagna è la più spettacolare, anche se non la più alta, delle cosiddette Alpi Arrochar, a causa delle sue caratteristiche rocce, sulla cima, che si suppone rappresentino un ciabattino che si china sul suo deschetto. Le caratteristiche sono visibili a molti chilometri di distanza. Nonostante la montagna non raggiunga l'altezza del Munro, a causa delle sue caratteristiche, della facilità di accesso e delle eccellenti vedute dalla sua sommità, è una delle montagne più popolari in Scozia.

## Le tre vette

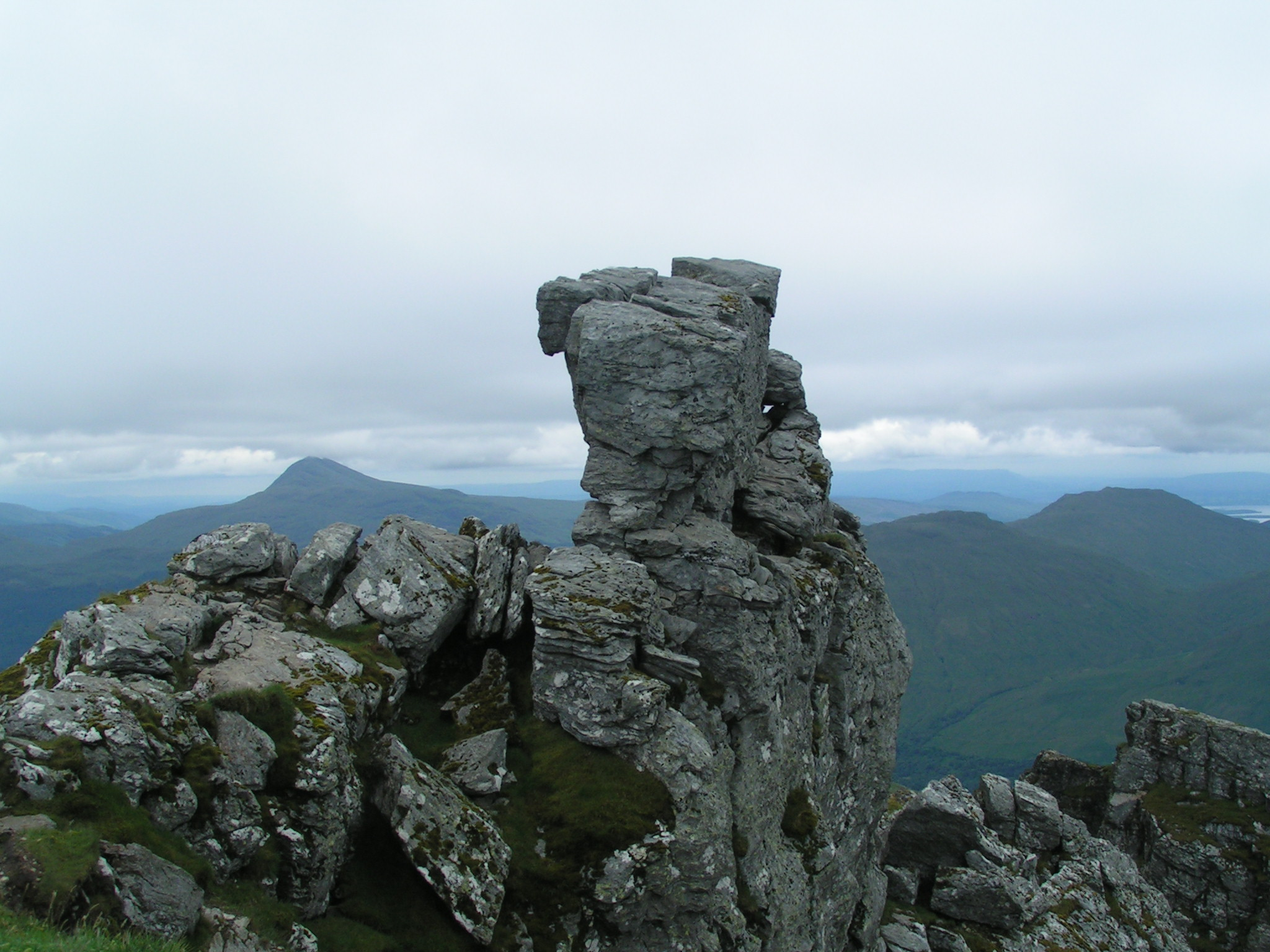
La vetta più alta, che mostra la sporgenza utilizzata per raggiungerla più facilmente sul lato destro (sud). Ben Lomond è visibile sullo sfondo a sinistra.

Il Cobbler ha tre vette; quella centrale è la più alta. La parte superiore è coronata da uno sperone roccioso che segna la vera vetta. Per raggiungerla è necessario non soffrire di acrofobia e la si può raggiungere meglio strisciando attraverso un foro (noto come ago) nella formazione rocciosa della vetta dal lato da nord a sud. Questo porta a una sporgenza, larga circa un metro, su uno strapiombo di circa 30 metri. La sporgenza è fortemente inclinata e sono necessarie abilità di arrampicata per affrontarla e giungere in cima. L'utilizzo di questo percorso è noto come "infilare l'ago". La discesa più semplice è sulla stessa strada, ma tuttavia bisogna fare molta attenzione, specialmente quando si scende dalla parte finale della sporgenza. La roccia di scisto di mica è molto scivolosa quando bagnata e le cadute possono essere mortali.
Le tre cime sono strettamente raggruppate attorno a un piccolo circolo glaciale, ma la loro forma spettacolare è dovuta a grandi frane, non all'erosione del ghiaccio. Il picco nord è profondamente fessurato, con vie di arrampicata che vi si inerpicano. La vetta principale e il picco meridionale sono i resti di una cresta che è visibilmente scivolata giù nel Glen Croe, rendendo pericoloso o impraticabile gran parte del versante occidentale.

## Percorsi
Il percorso più comune inizia dal villaggio di Succoth, alla testa di Loch Long. In origine, il percorso si dirigeva direttamente su per la collina, seguendo i resti di una vecchia tramvia costruita come parte di un sistema di raccolta delle acque. Ora è stato realizzato un sentiero di nuova costruzione, che scavalca il percorso della tramvia e, zigzagando su per la collina, rende la salita più dolce attraverso un'area coperta da una foresta. Questo sentiero incontra il vecchio percorso del tram e continua da lì, seguendo un torrente noto come Allt a 'Bhalachain. Da qui il sentiero aggira i massi di Narnain, scendendo a circa 600 metri. Più vicino alla cima, il sentiero si appiattisce in un passo di montagna, che è contrassegnato da un tumulo. Da questo punto è possibile accedere ai diversi picchi. 
Oltre al percorso sopra descritto, le vette possono anche essere raggiunte a partire dalla strada A83 attraverso Glen Croe verso ovest, seguendo la cresta rocciosa sud-orientale da Loch Long, o dal Bealach a 'Mhàim. Questo passo, a 640 metri, consente al Ben Arthur di essere unito ad alcune delle altre Alpi dell'Arrochar, come Beinn Narnain e Beinn Ìme.

## Arrampicata
Il Cobbler è il sito più importante per l'arrampicata su roccia nelle Highlands meridionali e il primo club di arrampicata, in Scozia, è stato il Cobbler Club, fondato nel 1866.